# 鲍里斯·斯捷奇金
鮑里斯·謝爾蓋耶維奇·斯捷奇金（俄语：Бори́с Серге́евич Сте́чкин，1891年—1969年）是俄羅斯帝國的科學家，工程師和發明家。他發展了熱機理論，並參與了許多蘇聯飛機發動機的建造。他還是沙皇坦克的共同開發者。

## 外部連結
- Stechkin's biography at The Heroes of the Country （页面存档备份，存于） （俄語）
- Lebedenko (or Tsar) Tank （页面存档备份，存于）